# Otto Paulus Groeninx van Zoelen
Otto Paulus Groeninx van Zoelen (Rotterdam, 15 januari 1767 - 's-Gravenhage, 23 juni 1848) was een Rotterdamse regentenzoon en bestuurder, heer van Ridderkerk en lid van de Tweede Kamer der Staten-Generaal.
Otto Paulus was een zoon van de Rotterdamse regent en gecommitteerde in de Generaliteitsrekenkamer Cornelis Groeninx van Zoelen en Elisabeth C. Cornets de Groot. Ook zijn grootvader was al burgemeester van Rotterdam en gedeputeerde in de Staten van Holland en West-Friesland.
Hij studeerde Romeins en hedendaags recht, waarin hij in 1787 op dissertatie promoveerde aan de Hogeschool te Leiden. Daarna werd hij secretaris van Rotterdam (1788-1795) en was hij jarenlang ambteloos, als orangist in de Bataafse tijd. In 1807 werd hij Officier der jacht, en in 1810 Maire van Ridderkerk (hij woonde hier op Huys ten Donck) en lid van de algemene raad van het departement Monden van de Maas. Na het vertrek van de Fransen was hij lid van het provisioneel bestuur van Rotterdam (1813-1814) en lid van de Vergadering van Notabelen (1814). In 1814 werd hij lid van de Vroedschap van Rotterdam, en in 1815 was hij buitengewoon lid van de Staten-Generaal der Verenigde Nederlanden toen deze tijdelijk verdubbeld werd vanwege de behandeling van de wijziging van de Grondwet. Van 1817 tot 1823 was hij lid van de Tweede Kamer. In de Kamer stelde hij zich regeringsgezind op.
Hij trouwde in 1788 te Rotterdam met Catharina Maria Thodora van Staveren, met wie hij twee dochters en een zoon kreeg. Zijn zoon was René Frédéric Groeninx van Zoelen, lid van de Eerste Kamer der Staten-Generaal. In 1815 werd hem het predicaat jonkheer verleend, en in 1832 kreeg hij de titel baron.

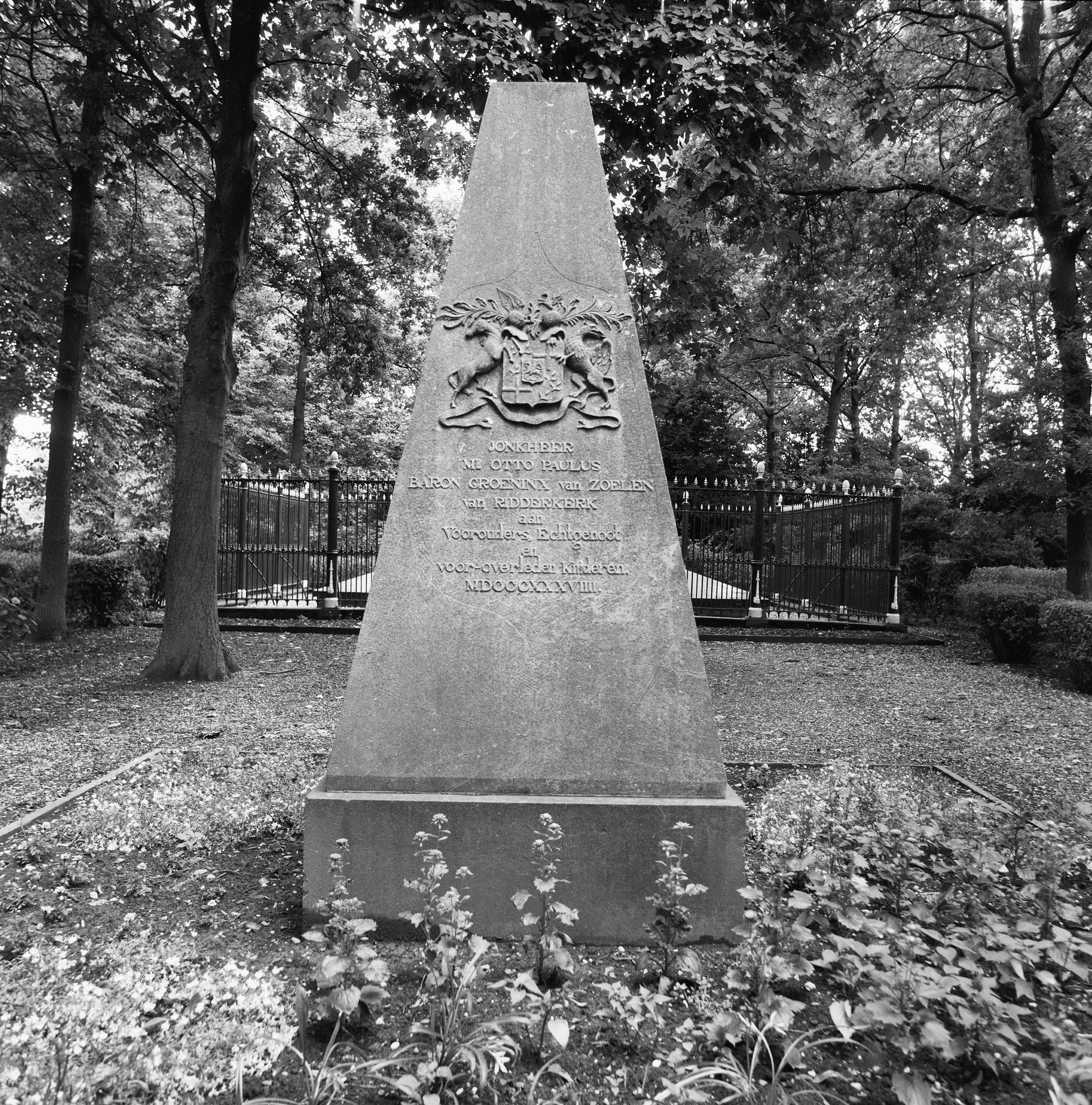
Obelisk op de familiebegraafplaats bij Huys ten Donck (1838)

- Biografisch Portaal: 21629315
- International Standard Name Identifier: 0000 0003 9056 5453
- Nederlandse Thesaurus van Auteursnamen: 308222318
- Parlement.com: vg09llss5gzv
- Virtual International Authority File: 284243646
- WorldCat: E39PCjFXf3Qr8yjVpJ7qF8ftTd